# Praxisbudget
Praxisbudgets waren eine Vergütungsform für Ärzte in Deutschland. Genau bezeichneten sie Obergrenzen für abrechenbare Leistungen nach § 85 Absatz 4 SGB V von Ärzten. Diese Obergrenzen waren aber nicht für alle Ärzte gleich, sondern unterschieden sich nach Fallzahl (behandelte Fälle) und Arztgruppe. Der erweiterte Bewertungsausschuss hat die EBM-Praxisbudgets im Rahmen der Reform der vertragsärztlichen Vergütung zum 1. Juli 2003 wieder abgeschafft.
Ärzte bekommen nach dem EBM (Einheitlicher Bewertungsmaßstab) für bestimmte Leistungen am Patienten eine bestimmte Anzahl an Punkten gutgeschrieben. Wie viel ein Punkt absolut wert ist, ist a priori nicht bekannt. Erst am Ende des Abrechnungszeitraumes wird dieser Punktewert errechnet: Der von einer Krankenkasse der Region zur Verfügung gestellte Geldbetrag wird durch die Summe aller Punkte, die in der Region für ambulante Leistungen "erbracht" wurden, geteilt. Es entsteht ein Durchschnittspunktewert in Cent. Nun können die Ärzte je nach ihren erbrachten Punkteleistungen bezahlt werden.
Die Kassenärztlichen Vereinigungen konnten mit den Praxisbudgets ein Regelleistungsvolumen vereinbaren und somit eine arztgruppenspezifische Obergrenze ziehen. Damit sollte verhindert werden, dass Ärzte ihre Leistungen ausweiten und damit Honorarausfälle kompensieren. Dieses Problem entsteht, weil Ärzte angeblich die Nachfrage nach ihren Leistungen selbst bestimmen können (angebotsinduzierte Nachfrage). Mit den so genannten Praxisbudgets wurden Leistungen, die über der festgelegten Grenze lagen, sukzessiv geringer vergütet; man sprach von Vergütungsabstaffelung. Kompensatorisch wurden Zusatzleistungen unter der Bezeichnung Individuelle Gesundheitsleistungen – kurz IGeL – eingeführt, die Ärzte ihren gesetzlich krankenversicherten Patienten gegen Selbstzahlung anbieten können.